# جراسة
الجِراسَة وصاحبها الجرَّاس هي اسم مهنة صب وضبط أجراس برونزية كبيرة في مسبك لاستخدامها في الكنائس وأبراج الساعات والمباني العامة إما للدلالة على الوقت أو الحدث ، أو قوة موسيقية أو رنين . تصنع الأجراس الكبيرة بصب معدن الجرس في قوالب مصممة لطبقات الموسيقى المقصودة. ثم يُجرى مزيد من الضبط الدقيق باستخدام مخرطة لحفّ المعدن من الجرس لإنتاج نغمة جرس مميزة عن طريق إصدار التوافقيات الموسيقية الصحيحة.
يعود تاريخ الجِراسة في شرق آسيا إلى نحو عام 2000 قبل الميلاد وفي أَورُبَّة من القرن الرابع أو الخامس الميلادي. كشفت الحفريات الأثرية في بريطانيا عن آثار أفران دلت على أن الأجراس كانت تُلقى في كثير من الأحيان في الموقع في حفر في كنيسة أو في أراضيها.

## الصور

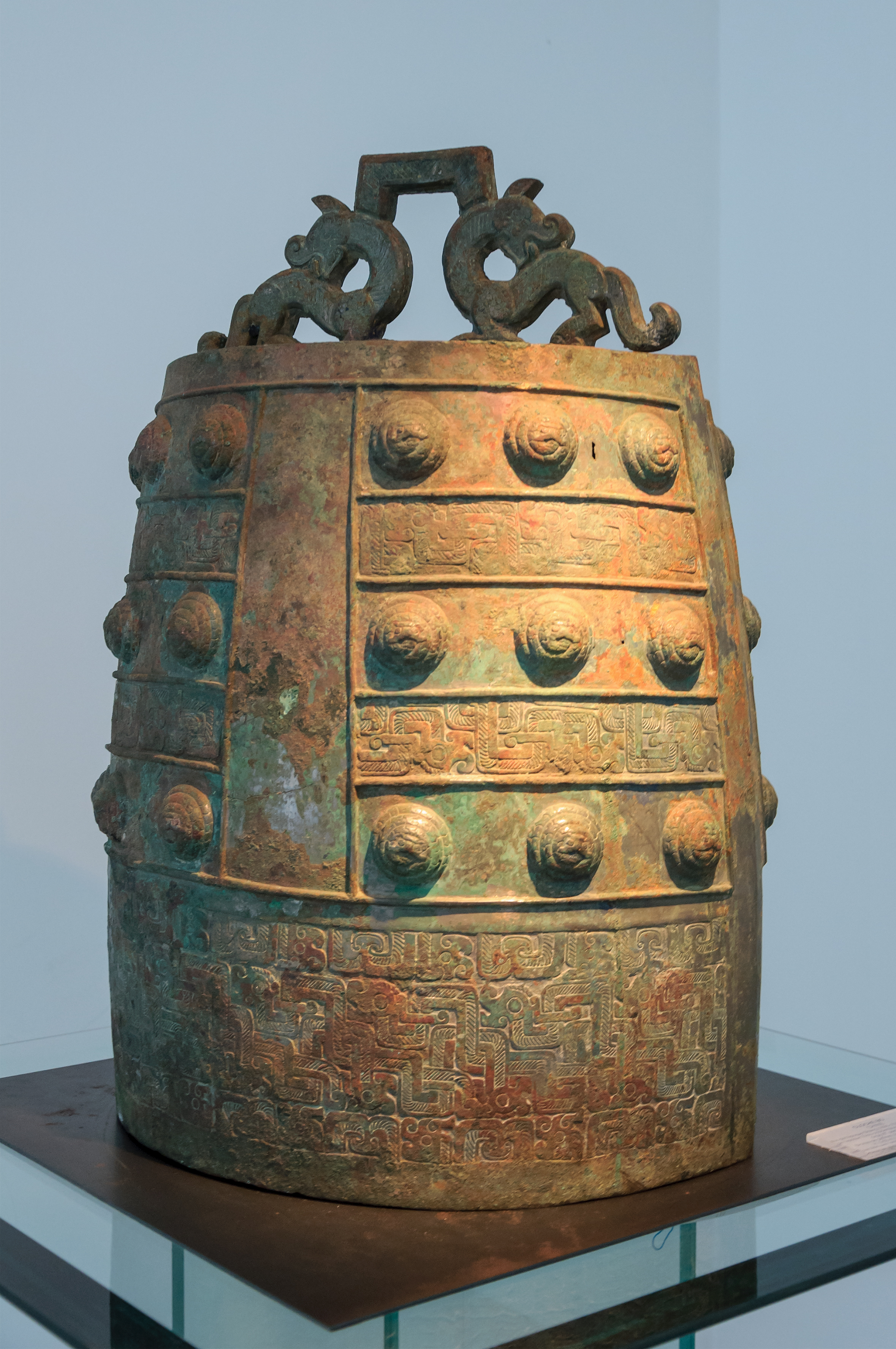
جرس القرن الحادي عشر قبل الميلاد من مملكة شانغ
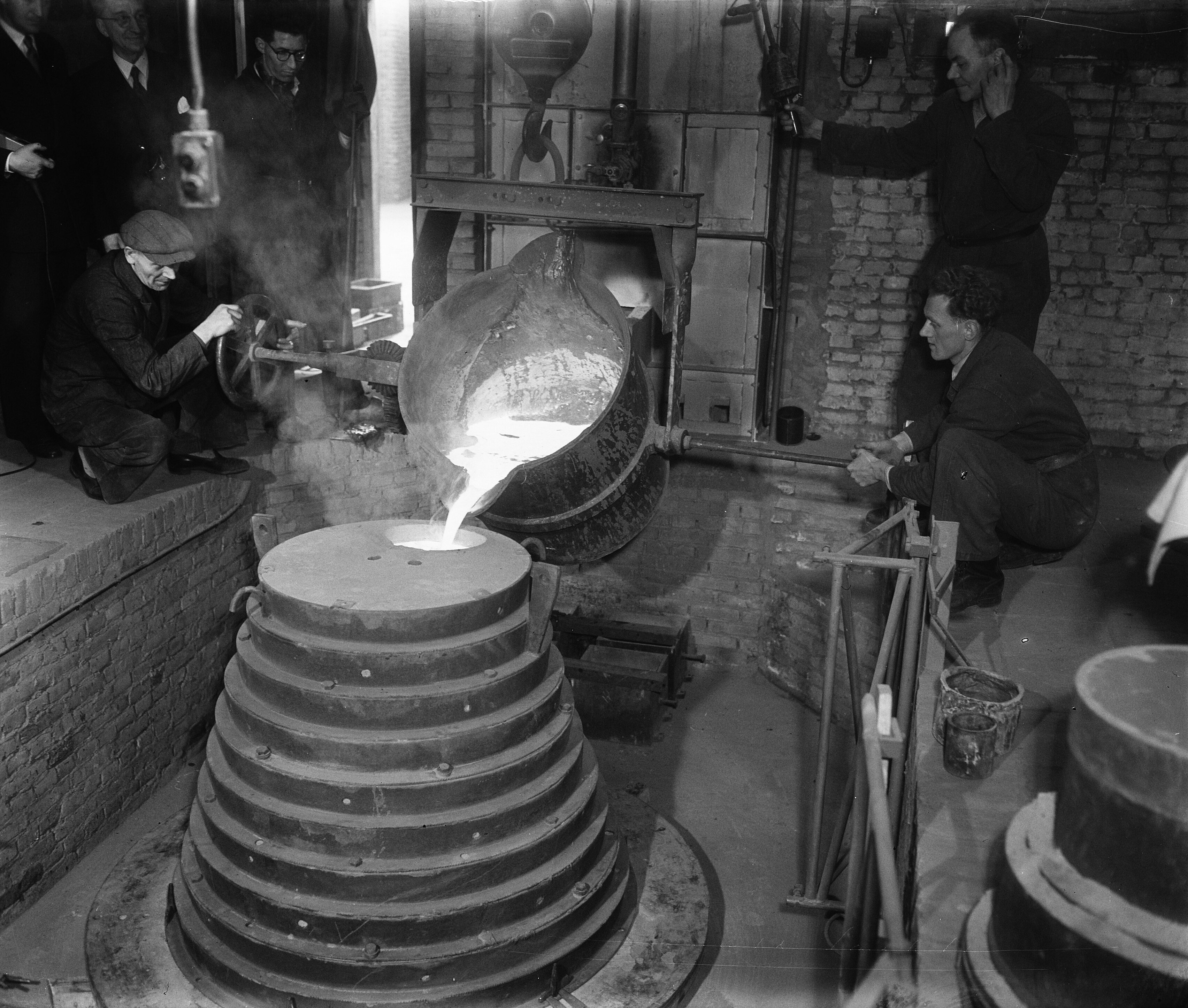
صب الجرس الهولندي
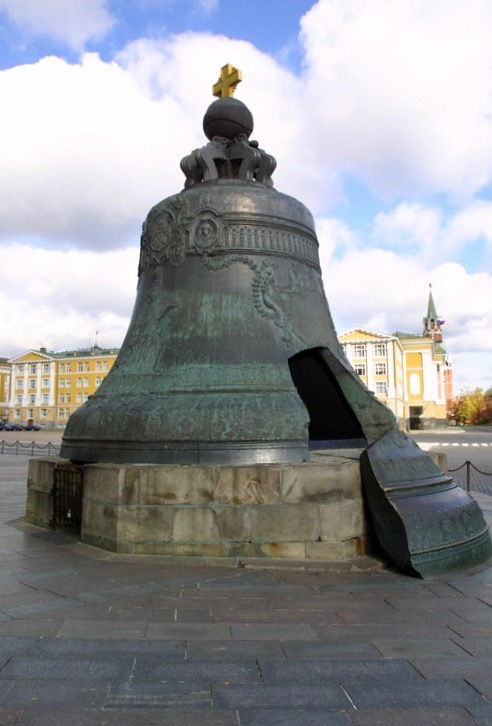
يظهر جرس القيصر صدعًا ناتجًا من التبريد غير المتكافئ أثناء مكافحة الحرائق.
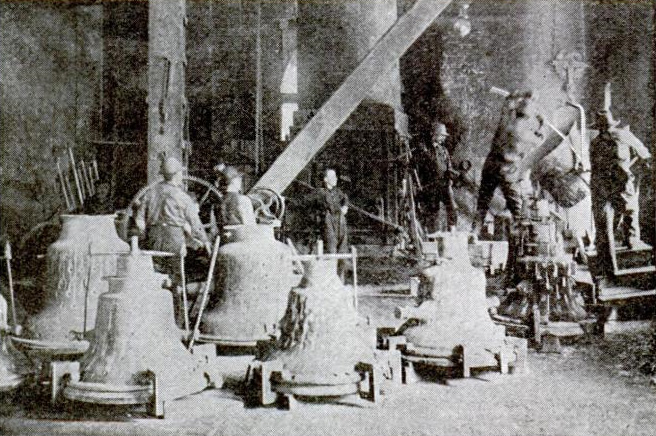
صب الأجراس بصب المعدن المنصهر في القوالب

- علم الأجراس